# Weltcup im Wasserspringen 2014
Der Weltcup im Wasserspringen 2014 war eine von der FINA veranstaltete Wettkampfserie im Wasserspringen, die vom 15. bis 20. Juli 2014 in Shanghai stattfand. Der Austragungsort war das zum Shanghai Oriental Sports Center gehörende Schwimmstadion im Stadtbezirk Pudong. Insgesamt wurden neun Wettbewerbe ausgetragen: jeweils ein Einzel- und Synchronspringen vom 3-Meter-Brett und vom 10-Meter-Turm bei Frauen und Männern sowie zum ersten Mal ein gemischter Teamwettbewerb. Erfolgreichste Mannschaft war wie in den Vorjahren das Team aus China, das alle möglichen neun Gold- und vier Silbermedaillen gewann.

## Zeitplan
Der Zeitplan des Weltcups war wie folgt gestaltet.
Dienstag, 15. Juli 2014
- Teamwettbewerb

Mittwoch, 16. Juli 2014
- Vorkampf und Finale 3 Meter Synchronspringen Frauen
- Vorkampf und Finale 10 Meter Synchronspringen Männer

Donnerstag, 17. Juli 2014
- Vorkampf und Finale 10 Meter Synchronspringen Frauen
- Vorkampf und Finale 3 Meter Synchronspringen Männer

Freitag, 18. Juli 2014
- Vorkampf, Halbfinale und Finale 10 Meter Turmspringen Frauen
- Vorkampf und Halbfinale 3 Meter Kunstspringen Männer

Samstag, 19. Juli 2014
- Vorkampf und Halbfinale 3 Meter Kunstspringen Frauen
- Finale 3 Meter Kunstspringen Männer

Sonntag, 20. Juli 2014
- Finale 3 Meter Kunstspringen Frauen
- Vorkampf, Halbfinale und Finale 10 Meter Turmspringen Männer

## Teilnehmer
Es nahmen Wasserspringer aus 29 verschiedenen Ländern teil. Insgesamt waren 164 Athleten gemeldet, 83 Frauen und 81 Männer.
| Teilnehmende Nationen mit Anzahl der Athleten (Frauen/Männer)                               | Teilnehmende Nationen mit Anzahl der Athleten (Frauen/Männer)                         | Teilnehmende Nationen mit Anzahl der Athleten (Frauen/Männer)                             | Teilnehmende Nationen mit Anzahl der Athleten (Frauen/Männer)                               | Teilnehmende Nationen mit Anzahl der Athleten (Frauen/Männer)                                    |
| ------------------------------------------------------------------------------------------- | ------------------------------------------------------------------------------------- | ----------------------------------------------------------------------------------------- | ------------------------------------------------------------------------------------------- | ------------------------------------------------------------------------------------------------ |
| Ägypten (2/3) Australien (6/1) Brasilien (1/2) China (6/7) Deutschland (5/4) Hongkong (1/3) | Indonesien (1/4) Italien (4/2) Jamaika (0/1) Japan (3/4) Kanada (4/5) Kolumbien (1/5) | Kuba (0/2) Malaysia (6/4) Mexiko (5/5) Neuseeland (0/2) Niederlande (2/1) Nordkorea (4/1) | Österreich (0/1) Russland (4/5) Singapur (2/2) Südafrika (3/0) Südkorea (2/1) Ukraine (5/5) | Ungarn (3/0) Venezuela (1/0) Vereinigte Staaten (7/5) Vereinigtes Königreich (5/3) Belarus (0/3) |

## Ergebnisse

### Frauen

#### 3-Meter-Kunstspringen
| Platz | Land       | Athletin          | Punkte |
| ----- | ---------- | ----------------- | ------ |
| 1     | China      | Shi Tingmao       | 383,40 |
| 2     | China      | He Zi             | 369,65 |
| 3     | Kanada     | Jennifer Abel     | 364,05 |
| 4     | Australien | Maddison Keeney   | 346,00 |
| 5     | Kanada     | Pamela Ware       | 344,40 |
| 6     | Mexiko     | Dolores Hernández | 339,85 |
| 7     | Italien    | Tania Cagnotto    | 339,60 |
| 8     | Malaysia   | Jun Hoong Cheong  | 326,45 |
| 9     | Mexiko     | Laura Sánchez     | 305,10 |
| 10    | Malaysia   | Yan Yee Ng        | 291,40 |
| 11    | USA        | Laura Ryan        | 282,85 |
| 12    | Ukraine    | Wiktorija Kessar  | 262,40 |

Vorkampf und Halbfinale am 19. Juli, Finale am 20. Juli

 Nora Subschinski belegte im Halbfinale Rang 14.

 Tina Punzel belegte im Vorkampf Rang 19.

#### 10-Meter-Turmspringen
| Platz | Land                   | Athletin              | Punkte |
| ----- | ---------------------- | --------------------- | ------ |
| 1     | China                  | Huang Xiaohui         | 373,60 |
| 2     | China                  | Liu Huixia            | 354,35 |
| 3     | Australien             | Melissa Wu            | 349,50 |
| 4     | Vereinigtes Königreich | Tonia Couch           | 330,90 |
| 5     | Kanada                 | Roseline Filion       | 327,45 |
| 6     | Malaysia               | Pandelela Rinong Pamg | 320,80 |
| 7     | Ukraine                | Julija Prokoptschuk   | 320,50 |
| 8     | Australien             | Lara Tarvit           | 318,25 |
| 9     | Kanada                 | Meaghan Benfeito      | 316,05 |
| 10    | Nordkorea              | Song Nam-hyang        | 307,65 |
| 11    | Vereinigtes Königreich | Sarah Barrow          | 307,30 |
| 12    | Nordkorea              | Kim Un-hyang          | 238,60 |

Vorkampf, Halbfinale und Finale am 18. Juli

 Maria Kurjo belegte im Halbfinale Rang 16.

 Kieu Duong belegte im Halbfinale Rang 18.

#### 3-Meter-Synchronspringen
| Platz | Land                   | Athletinnen                           | Punkte |
| ----- | ---------------------- | ------------------------------------- | ------ |
| 1     | China                  | Wu Minxia Shi Tingmao                 | 340,50 |
| 2     | Kanada                 | Jennifer Abel Pamela Ware             | 318,33 |
| 3     | Australien             | Maddison Keeney Anabelle Smith        | 310,14 |
| 4     | Mexiko                 | Paola Espinosa Dolores Hernández      | 305,40 |
| 5     | Vereinigtes Königreich | Rebecca Gallantree Hannah Starling    | 296,85 |
| 6     | Ukraine                | Olena Fedorowa Hanna Pysmenska        | 294,60 |
| 7     | Malaysia               | Nur Dhabitah Sabri Yan Yee Ng         | 294,45 |
| 8     | Italien                | Francesca Dallapé Tania Cagnotto      | 293,70 |
| 9     | Deutschland            | Nora Subschinski Tina Punzel          | 293,10 |
| 10    | Niederlande            | Uschi Freitag Inge Jansen             | 286,50 |
| 11    | Russland               | Nadeschda Baschina Diana Tschaplijewa | 283,80 |
| 12    | Nordkorea              | Choe Un-gyong Kim Jin-ok              | 268,80 |

Vorkampf und Finale am 16. Juli

#### 10-Meter-Synchronspringen
| Platz | Land                   | Athletinnen                      | Punkte |
| ----- | ---------------------- | -------------------------------- | ------ |
| 1     | China                  | Chen Ruolin Liu Huixia           | 357,66 |
| 2     | Malaysia               | Mun Yee Leong Jun Hoong Cheong   | 336,66 |
| 3     | Kanada                 | Meaghan Benfeito Roseline Filion | 335,25 |
| 4     | Australien             | Rachel Bugg Melissa Wu           | 331,44 |
| 5     | Vereinigtes Königreich | Tonia Couch Sarah Barrow         | 328,56 |
| 6     | Mexiko                 | Paola Espinosa Alejandra Orozco  | 297,84 |
| 7     | Nordkorea              | Choe Un-gyong Song Nam-hyang     | 285,36 |
| 8     | USA                    | Katrina Young Amy Cozad          | 281,82 |
| 9     | Japan                  | Fuka Tatsumi Minami Itahashi     | 274,95 |
| 10    | Südkorea               | Cho Eun-bi Kim Su-ji             | 273,12 |
| 11    | Ungarn                 | Villő Kormos Zsófia Reisinger    | 263,64 |
| 12    | Deutschland            | My Phan Maria Kurjo              | 263,19 |

Vorkampf und Finale am 17. Juli

### Männer

#### 3-Meter-Kunstspringen
| Platz | Land                   | Athlet           | Punkte |
| ----- | ---------------------- | ---------------- | ------ |
| 1     | China                  | He Chong         | 540,35 |
| 2     | China                  | Cao Yuan         | 526,70 |
| 3     | Vereinigtes Königreich | Jack Laugher     | 488,20 |
| 4     | Ukraine                | Illja Kwascha    | 486,15 |
| 5     | Russland               | Ilja Sacharow    | 484,40 |
| 6     | Deutschland            | Patrick Hausding | 484,25 |
| 7     | Mexiko                 | Yahel Castillo   | 477,25 |
| 8     | USA                    | David Boudia     | 471,20 |
| 9     | Mexiko                 | Rommel Pacheco   | 452,35 |
| 10    | Japan                  | Ken Terauchi     | 452,20 |
| 11    | Australien             | Grant Nel        | 449,65 |
| 12    | USA                    | Nick McCrory     | 407,55 |

Vorkampf und Halbfinale am 18. Juli, Finale am 19. Juli

 Stephan Feck belegte im Vorkampf Rang 21.

 Constantin Blaha belegte im Vorkampf Rang 33.

#### 10-Meter-Turmspringen
| Platz | Land                   | Athlet              | Punkte |
| ----- | ---------------------- | ------------------- | ------ |
| 1     | China                  | Yang Jian           | 543,85 |
| 2     | China                  | Qiu Bo              | 528,50 |
| 3     | Mexiko                 | Iván García         | 504,90 |
| 4     | Vereinigtes Königreich | Tom Daley           | 470,35 |
| 5     | Malaysia               | Tze Liang Ooi       | 464,85 |
| 6     | Mexiko                 | Germán Sánchez      | 462,50 |
| 7     | Deutschland            | Sascha Klein        | 441,90 |
| 8     | Italien                | Francesco Dell’Uomo | 437,50 |
| 9     | Belarus                | Wadsim Kaptur       | 429,25 |
| 10    | Ukraine                | Maksym Dolhow       | 426,05 |
| 11    | Japan                  | Kazuki Murakami     | 395,05 |
| 12    | Ukraine                | Olexandr Bondar     | 361,75 |

Vorkampf, Halbfinale und Finale am 20. Juli

#### 3-Meter-Synchronspringen
| Platz | Land                   | Athleten                             | Punkte |
| ----- | ---------------------- | ------------------------------------ | ------ |
| 1     | China                  | Lin Yue Cao Yuan                     | 461,31 |
| 2     | Deutschland            | Stephan Feck Patrick Hausding        | 431,40 |
| 3     | Russland               | Jewgeni Kusnezow Ilja Sacharow       | 431,34 |
| 4     | USA                    | Samuel Dorman David Boudia           | 417,54 |
| 5     | Vereinigtes Königreich | Christopher Mears Jack Laugher       | 411,81 |
| 6     | Mexiko                 | Rommel Pacheco Jahir Ocampo          | 401,70 |
| 7     | Kanada                 | Philippe Gagné François Imbeau-Dulac | 372,03 |
| 8     | Belarus                | Andrei Pawluk Jauhen Karaljou        | 360,78 |
| 9     | Japan                  | Ken Terauchi Yu Okamoto              | 352,62 |
| 10    | Singapur               | Timothy Lee Mark Lee                 | 338,10 |
| 11    | Hongkong               | Poon Jason Wai Ching Chow Ho Wing    | 313,95 |
| 12    | Malaysia               | Tze Liang Ooi Ahmad Amsyar           | 287,04 |

Vorkampf und Finale am 17. Juli

#### 10-Meter-Synchronspringen
| Platz | Land        | Athleten                             | Punkte |
| ----- | ----------- | ------------------------------------ | ------ |
| 1     | China       | Lin Yue Cao Yuan                     | 494,46 |
| 2     | Deutschland | Sascha Klein Patrick Hausding        | 444,78 |
| 3     | USA         | David Boudia Steele Johnson          | 414,12 |
| 4     | Kuba        | José Antonio Guerra Jeinkler Aguirre | 410,76 |
| 5     | Mexiko      | Iván García Germán Sánchez           | 400,17 |
| 6     | Kolumbien   | Víctor Ortega Juan Ríos              | 399,09 |
| 7     | Japan       | Yu Okamoto Kazuki Murakami           | 397,50 |
| 8     | Ukraine     | Olexandr Bondar Maksym Dolhow        | 384,42 |
| 9     | Russland    | Igor Mjalin Jegor Galperin           | 378,03 |
| 10    | Belarus     | Wadsim Kaptur Jauhen Karaljou        | 374,46 |
| 11    | Kanada      | Maxim Bouchard Philippe Gagné        | 363,36 |
| 12    | Malaysia    | Yiwei Chew Tze Liang Ooi             | 348,57 |

Vorkampf und Finale am 16. Juli

### Mixed

#### Teamwettbewerb
| Platz | Land        | Athleten                            | Punkte |
| ----- | ----------- | ----------------------------------- | ------ |
| 1     | China       | Huang Xiaohui Chen Aisen            | 408,60 |
| 2     | Ukraine     | Julija Prokoptschuk Olexandr Bondar | 390,55 |
| 3     | Russland    | Nadeschda Baschina Wiktor Minibajew | 381,30 |
| 4     | USA         | Samantha Bromberg Steele Johnson    | 367,90 |
| 5     | Deutschland | Maria Kurjo Patrick Hausding        | 364,55 |
| 6     | Malaysia    | Nur Dhabitah Sabri Yiwei Chew       | 336,70 |
| 7     | Italien     | Francesco Dell’Uomo Noemi Bátki     | 326,00 |
| 8     | Mexiko      | Alejandra Orozco Rommel Pacheco     | 302,75 |
| 9     | Südkorea    | Cho Eun-bi Kim Yeong-nam            | 292,20 |
| 10    | Ägypten     | Maha Abdelsalam Mohab Ishak         | 257,35 |
| 11    | Brasilien   | Juliana Veloso Hugo Parisi          | 255,80 |

Finale am 15. Juli

## Medaillenspiegel
| Platz  | Land                   | Gold | Silber | Bronze | Gesamt |
| ------ | ---------------------- | ---- | ------ | ------ | ------ |
| 1      | China                  | 9    | 4      | –      | 13     |
| 2      | Deutschland            | –    | 2      | –      | 2      |
| 3      | Kanada                 | –    | 1      | 2      | 3      |
| 4      | Malaysia               | –    | 1      | –      | 1      |
|        | Ukraine                | –    | 1      | –      | 1      |
| 6      | Australien             | –    | –      | 2      | 2      |
|        | Russland               | –    | –      | 2      | 2      |
| 8      | Mexiko                 | –    | –      | 1      | 1      |
|        | USA                    | –    | –      | 1      | 1      |
|        | Vereinigtes Königreich | –    | –      | 1      | 1      |
| Gesamt | Gesamt                 | 9    | 9      | 9      | 27     |